# Tần số kế

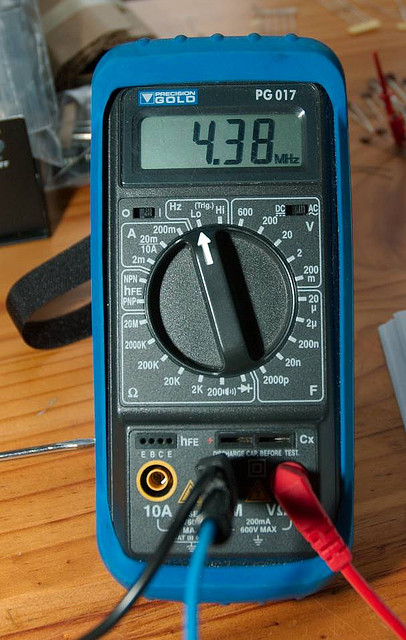
Đồng hồ vạn năng này vừa là vôn kế vừa là tần kế

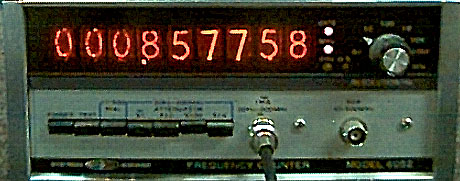
Tần kế Systron-Donner hiện số đèn Nixie năm 1973

Tần số kế hay tần kế hay máy đo tần số là thiết bị điện tử dùng để đo tần số của tín hiệu điện .
Loại máy này tích lũy số lần xảy ra của một dữ kiện trong một thời gian xác định thông thường là 1 giây. Sau thời gian xác định này, số lần đếm được được biểu thị trên màn ảnh LED hay LCD.
Các tần kế có sự khác nhau về cách thức hoạt động, tùy theo dải tần số làm việc. Hiện nó được chia ra tần cực thấp, tần thấp gồm tần âm thanh và siêu âm, tần cao gồm sóng radio, sóng cực ngắn, và tần siêu cao .
Các tần kế chính xác cao đảm bảo đếm các tần số với 6 - 9 chữ số. Chúng hoạt động với đồng hồ định thời (timer) ổn định cực cao.